# Gare de Coulonges-Thouarsais
La gare de Coulonges-Thouarsais est une gare ferroviaire française fermée de la ligne des Sables-d'Olonne à Tours, située sur le territoire de la commune de Luché-Thouarsais, à plus de 3 km du centre du village de Coulonges-Thouarsais, dans le département des Deux-Sèvres, en région Nouvelle-Aquitaine. 
Elle est aujourd'hui fermée à tout trafic.

## Situation ferroviaire
La gare de Coulonges-Thouarsais est située au point kilométrique (PK) 142,076 de la ligne des Sables-d'Olonne à Tours, entre les gares ouvertes de Bressuire et de Thouars. Elle est séparée de Bressuire par la gare à vocation de marchandise de Luché et par la gare fermée de Luché-Thouarsais. Elle est séparée de Thouars par la halte fermée de Rigné.

## Histoire

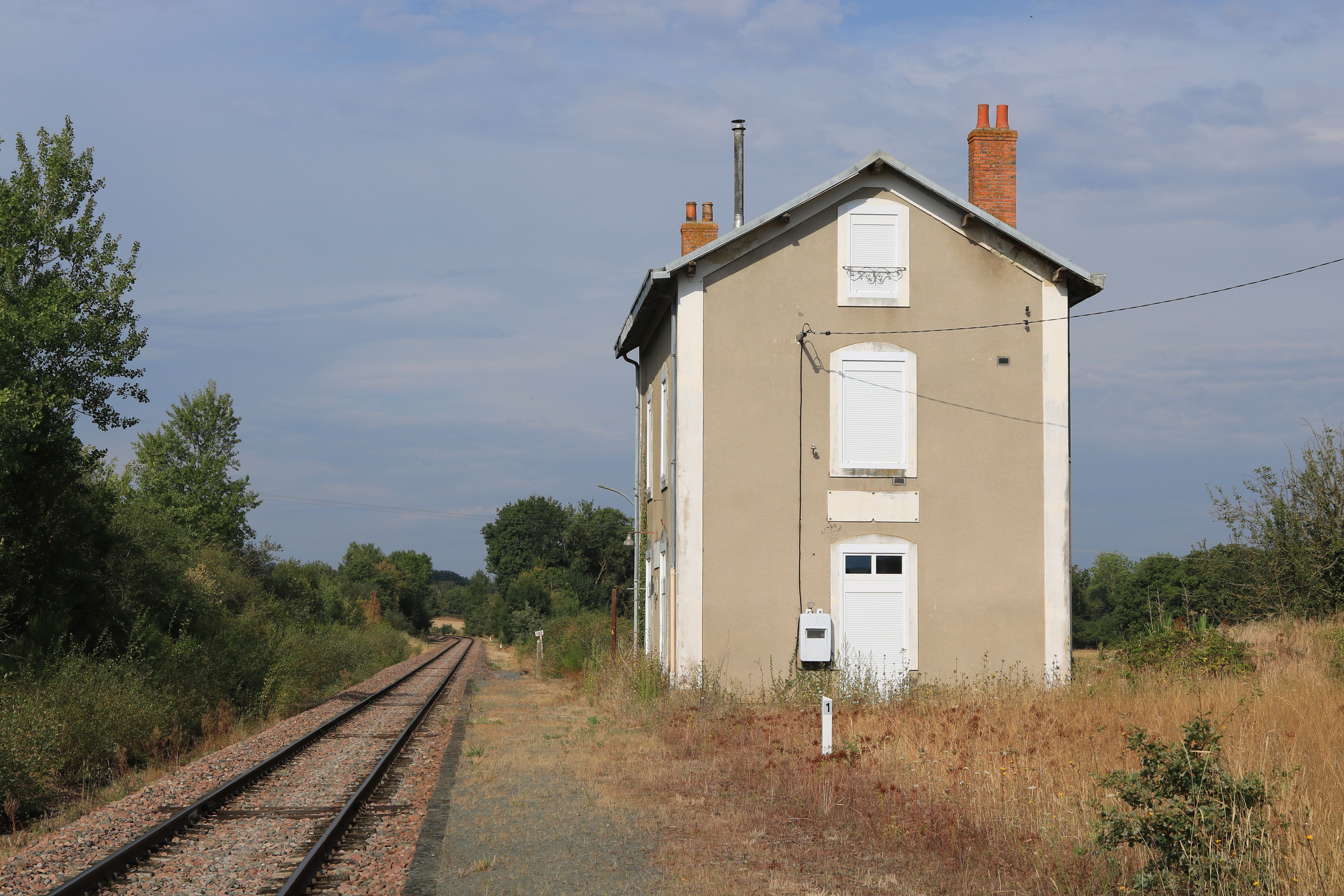
Vue générale de la gare.

La gare n'est plus desservie par aucun train de voyageurs ni de marchandises.